# Hans-Heinrich Held

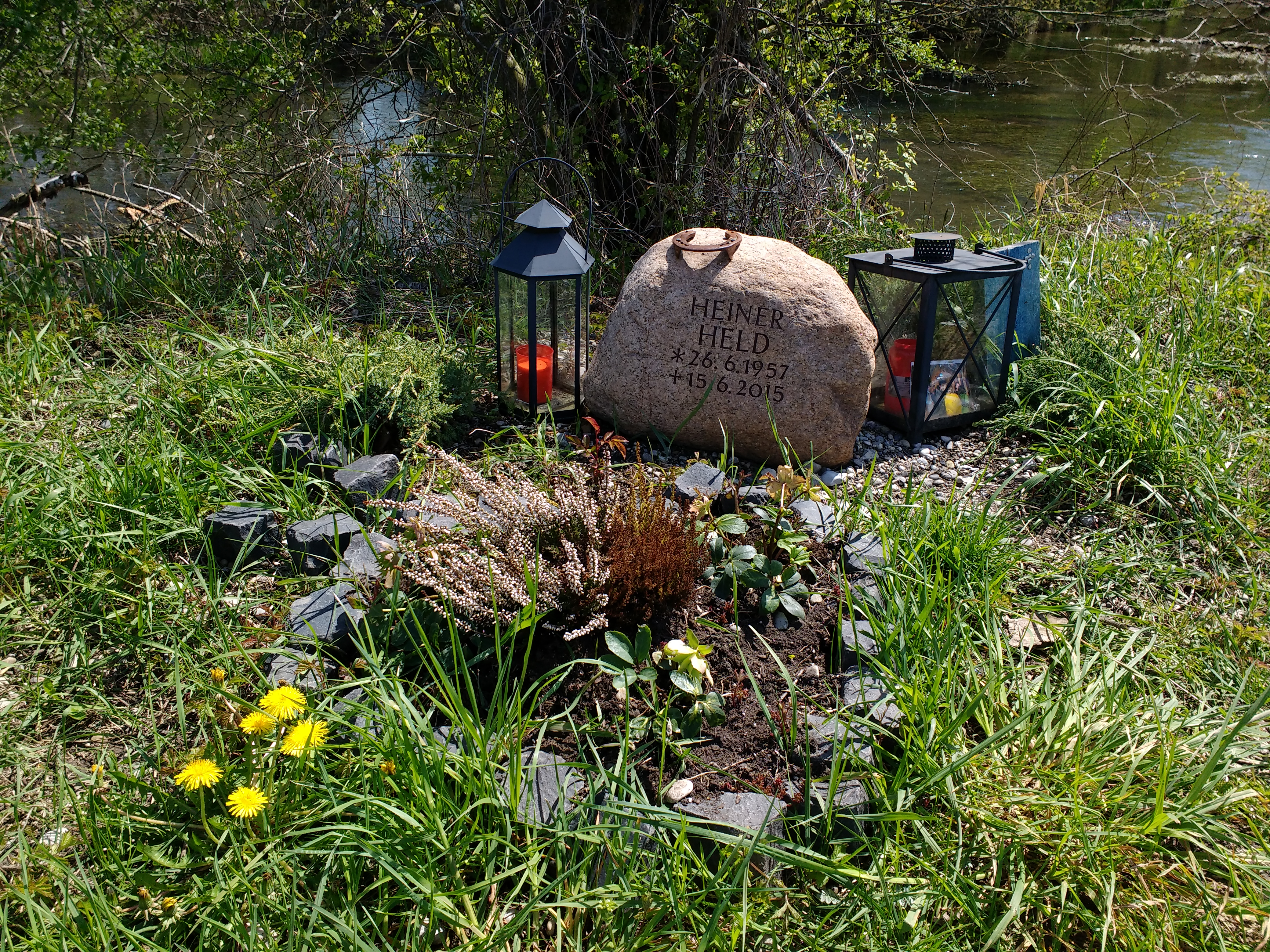
Gedenkstein für Hans-Heinrich Held im Freisinger Moos

Hans-Heinrich Held (* 26. Juni 1957; † 15. Juni 2015 bei Neufahrn bei Freising) war ein deutscher Spring- und Vielseitigkeitsreiter sowie Landwirt.
Er stammte aus Neufahrn bei Freising in Bayern und widmete sich neben der Landwirtschaft als Bereiter dem Pferdesport, zunächst der Springreiterei, ab den 1970er-Jahren der Vielseitigkeit. Er beendete in den 1990er Jahren dreimal erfolgreich die Deutsche Meisterschaft, wodurch seine Berufung in den Bundeskader erfolgte.
2005 belegte er mit seinem Pferd Salino TSF den 20. Platz beim CCI**** bei den Burghley Horse Trials in England, beim CCI*** im polnischen Biały Bór belegte er 2004 den 1. Platz und wurde 2009 Oberbayerischer Senioren-Meister in der Vielseitigkeit. 2010 gewann er den Vielseitigkeits-Grenzlandcup in Steinsee in Bayern. 2011 belegte er dort den 2. Platz hinter seinem Sohn Fabian Held. Seinen letzten Sieg holte er sich 2014 beim CIC** in Unterbeuern.
Hans-Heinrich Held betrieb mit seiner Familie einen Reitstall bei Massenhausen und gehörte dem LRFV Massenhausen e.V. an. Am 15. Juni 2015 verunglückte er in dessen Nähe tödlich bei einem Ausritt im Freisinger Moos in der Moosach.